# Число Бонда
Число Бонда ({\displaystyle \mathrm {Bo} } или {\displaystyle \mathrm {Bd} }) — критерий подобия в гидродинамике, определяющий соотношение между внешними силами (обычно силой тяжести) и силами поверхностного натяжения. Оно выражается следующим образом:
{\displaystyle \mathrm {Bo} =\left({\frac {L}{L_{c}}}\right)={\frac {gL^{2}\Delta \rho }{\sigma }},}
где
- {\displaystyle \sigma } — коэффициент поверхностного натяжения жидкости 2;
- {\displaystyle g} — ускорение свободного падения;
- {\displaystyle \Delta \rho =\rho _{2}-\rho _{1}} — разность плотностей жидкостей 1 и 2;
- {\displaystyle L_{c}={\sqrt {\frac {\sigma }{g\Delta \rho }}}} — капиллярная длина;
- {\displaystyle L} — характеристическая длина.

Число Бонда можно также выразить через другие критерии подобия:
{\displaystyle \mathrm {Bo} ={\frac {\mathrm {Ar} \cdot \mathrm {Cp} }{\mathrm {Re} }},}
где
- {\displaystyle \mathrm {Ar} } — число Архимеда;
- {\displaystyle \mathrm {Cp} } — число капиллярности;
- {\displaystyle \mathrm {Re} } — число Рейнольдса.

Число Бонда применяется для характеристики формы пузырей или капель жидкости, движущихся в объёме другой жидкости.
Названо в честь английского физика Уилфреда Ноэла Бонда.
В русскоязычной научной литературе преобладает термин «число Бонда», который также распространён в США, но в Европе его обычно называют числом Этвёша ({\displaystyle \mathrm {Eo} }) — в честь венгерского физика Лоранда фон Этвёша.